# Coniopteryx canopia
Coniopteryx canopia är en insektsart som beskrevs av Meinander in Meinander och Penny 1982. Coniopteryx canopia ingår i släktet Coniopteryx och familjen vaxsländor. Inga underarter finns listade i Catalogue of Life.